# Pardosa diuturna
Pardosa diuturna är en spindelart som beskrevs av Fox 1937. Pardosa diuturna ingår i släktet Pardosa och familjen vargspindlar. IUCN kategoriserar arten globalt som sårbar. Inga underarter finns listade i Catalogue of Life.